# أوسيرا (محطة مترو أنفاق مدريد)
أوسيرا (بالإسبانية: Usera)‏ هي محطة مترو أنفاق في مدريد في إسبانيا، تقع على الخط رقم 6.